# Золота акція
«Золота акція» — це умовне найменування корпоративного права, що належить державному чи муніципальному утворенню, що є акціонером відкритого акціонерного товариства. Служить для державного контролю за приватизованим підприємством.
«Золота акція» набула поширення і зіграла важливу роль у приватизації державних підприємств у європейських країнах. Широко застосовується в практиці. У компаніях з участю іноземних інвесторів вона, як правило, не дає права на участь в голосуванні, але надає державі можливість стверджувати або накладати вето на зміну положень статуту.

## Історія
Термін виник в 1980-х років, коли британський уряд зберіг золоті акції компаній, які були приватизовані, а потім подібна практика була застосована і в багатьох інших європейських країнах.